# Daniele Ferrazza
Daniele Ferrazza (Trento, 16 marzo 1993) è un giocatore di curling italiano.
Nel 2018 ha preso parte per la prima volta ai Giochi olimpici.